# Molenweg 8
Molenweg 8 is een gemeentelijk monument aan de Molenweg in Eemnes in de provincie Utrecht. 
Het langhuis werd in 1886 op een stuk grond van de Hervormde Kerk Eemnes Binnendijks. De voormalige boerderij staat met de nok haaks op de weg. De kruidenierswinkel die erin was gevestigd werd in 1920 verbouwd en enkele jaren later uitgebreid. De winkel werd in 1984 gesloten.